# Actinodaphne hookeri
Actinodaphne hookeri är en lagerväxtart som beskrevs av Carl Daniel Friedrich Meisner. Actinodaphne hookeri ingår i släktet Actinodaphne och familjen lagerväxter. Inga underarter finns listade i Catalogue of Life.